# Neuranethes
Neuranethes là một chi bướm đêm thuộc họ Noctuidae.